# Tel Keppe
Tel Keppe (arabisch تل كيف Tel Kaif; reichsaramäisch ܬܠ ܟܐܦܐ, klassisches Syrisch ܬܸܠ ܟܹܐܦܹܐ Tel Kepe) ist eine traditionell assyrische (aramäische/chaldäische) Stadt im Irak. Die Stadt befindet sich in der Ninive-Ebene und gehört zum Gouvernement Ninawa. Tel Keppe liegt weniger als 20 km nordöstlich der Provinzhauptstadt Mossul und ist inzwischen ein Vorort derselben. Zeitweise war Tel Keppe die größte von chaldäischen Christen geprägte Stadt im Irak, doch nach der Terrorherrschaft des Daesch (IS) von 2014 bis 2016 sind nur wenige chaldäische Flüchtlinge zurückgekehrt.

## Bevölkerung
In der Stadt lebten im Jahre 2000 knapp 30.000 Menschen – im historischen Stadtkern fast ausschließlich Christen der Chaldäisch-katholischen Kirche, in den Außenbezirken dagegen seit Ende des 20. Jahrhunderts vorwiegend arabische Sunniten. Nach Angaben von Kirche in Not hat ein Großteil der chaldäischen Christen das Land in Richtung Übersee verlassen, und von etwa 4000 vor der Daesch-Okkupation 2014 lebten nur noch rund 130 im Oktober 2019 in Tel Keppe, andere dagegen noch als Binnenflüchtlinge in Alqosch oder Tesqopa. Laut einer 2020 veröffentlichten Studie identifizieren sich knapp 80 % der befragten Christen in Tel Keppe als „Chaldäer“ und gut 20 % als „Assyrer“, und alle befragten Christen der Stadt gaben Surith („Syrisch“, Ost-Aramäisch) als ihre erste Sprache an. Zeitweise galt Tel Keppe als größte chaldäische Stadt des Irak, doch lebten um das Jahr 2000 – nach starker Auswanderung nach Bagdad und in die USA – nur noch rund 5000 Chaldäer in der Stadt. Dennoch war bis zur Zerstörung der Häuser und Kirchen durch die islamistische Terrororganisation Daesch (IS) von 2014 bis 2016 Tel Keppe – neben Alqosch und Tesqopa – noch eines der Zentren der chaldäischen Christen im Irak.

## Geschichte
Tel Keppe wurde erstmals im Jahre 1403 erwähnt. 1508 wurde Tel von Mongolen geplündert. 1743 waren es Truppen des Nader Schah, die auf seinem Marsch nach Mossul die Stadt plünderten und niederbrannten. 1833 wurde Tel Keppe wie auch Alqosch vom kurdischen Gouverneur von Rawandiz geplündert.
1768 hatte Tel Keppe noch 2500 Einwohner, doch ließen Kriege, Krankheiten und andere Katastrophen die Bevölkerung auf 1500 Personen im Jahre 1882 sinken, um dann bis 1891 wieder auf 2500 steigen. In 1923 hatte Tel Keppe 14.000 und 1933 nur noch 10.000 Einwohner. Diese Zahl sank auf Grund von Binnenmigration nach Bagdad sowie durch Auswanderung in die USA – insbesondere nach Detroit und San Diego – weiter auf 7108 im Jahre 1968. Der heutige Distrikt Tel Keppe war Mitte des 20. Jahrhunderts zu etwa 50 % von Christen bewohnt, doch waren die 6600 Einwohner der eigentlichen Stadt Tel Keppe fast ausschließlich chaldäische Christen.
Ende des 20. Jahrhunderts ließen sich infolge der Arabisierungspolitik des Präsidenten Saddam Hussein zunehmend arabische Sunniten in der Stadt nieder, wodurch außerhalb des Stadtkerns neue Wohnviertel entstanden. So lebten um das Jahr 2000 bereits annähernd 30.000 Menschen in Tel Keppe, in ihrer Mehrheit muslimische Araber.
Im August 2014 wurde der Ort von der Terrororganisation Islamischer Staat (Daesch) erobert. Sämtliche Chaldäer flohen, viele von ihnen nach Alqosch, das nicht in die Hände des Daesch fiel. Andere kamen in die überwiegend christliche Stadt Ankawa im Norden der kurdischen Metropole Erbil, wo viele in der Chaldäischen Kathedrale St. Josef Unterkunft fanden. Im Oktober 2016 nahmen die irakischen Streitkräfte im Zuge der Schlacht um Mossul Tel Keppe wieder ein. Nach der Vertreibung der Islamisten wurde Tel Keppe von der innerhalb der al-Haschd asch-Schaʿbī organisierten Babylon-Brigade unter dem Kommando von Ryan al-Kaldani besetzt. Ryan al-Kaldani behauptet von sich selbst, chaldäischer Christ zu sein, doch wird seine überwiegend aus Schiiten bestehende Brigade für Schikanen an der christlichen Bevölkerung Tel Keppes verantwortlich gemacht. Laut Kirche in Not sind von den im Jahre 2014 etwa 4000 chaldäischen Einwohnern bis Oktober 2019 nur rund 130 nach Tel Keppe zurückgekehrt, was – abgesehen von Mossul selbst – die niedrigste Rückkehrerquote in den christlichen Orten der Ninive-Ebene ist.
Der langjährige assyrische Bürgermeister von Tel Keppe, Basim Bello, ehemaliges Mitglied der Assyrischen Demokratischen Bewegung, wurde am 3. August 2017 auf Antrag des kurdischen Vorsitzenden des Provinzrates von Ninawa, Baschar al-Kiki, seines Amtes enthoben und Adel Marogy Jajo als Direktor an seiner Stelle eingesetzt. Kurz zuvor war bereits Ähnliches mit dem Bürgermeister von Alqosch, Fayez Abed Jawahreh, geschehen, als dessen Nachfolgerin schließlich Lara Yussif Zara gewählt wurde. Ein Jahr später, am 8. August 2018, annullierte das zuständige irakische Verwaltungsgericht diese bezüglich Tel Keppe getroffene Entscheidung und setzte Basim Bello wieder in sein Amt ein.

## Söhne und Töchter
- Georges Garmou (1921–1999), Erzbischof der chaldäisch-katholischen Erzeparchie Mosul.
- Joseph II. (Chaldäisch-katholischer Patriarch), Mar Joseph II. (1667–1712), Patriarch der Chaldäisch-katholischen Kirche
- Tariq Aziz (1936–2015), Außenminister des Irak unter Saddam Husain